# SAI (software)
Easy Paint Tool SAI (ペイントツール?  Herramienta SAI para pintar fácil), o simplemente SAI, es un programa de dibujo, pintura e ilustración para Microsoft Windows, desarrollado por SYSTEMAX Software Development.

## Historia
El desarrollo de SAI empezó el 2 de agosto de 2004, por Koji Komatsu, único programador y presidente de SYSTEMAX Software Development.  Una versión alfa fue lanzada el 13 de octubre de 2006, y el software se movió a la etapa de desarrollo beta el 21 de diciembre de 2007. La primera edición oficial (1.0.0) fue lanzada el 25 de febrero de 2008, y la primera actualización (1.0.1) apareció el 3 de marzo de 2008.
La versión oficial traducida al inglés en el sitio web y la aplicación fueron estrenados el 31 de marzo de 2008, los pagos a través de PayPal también fueron aceptados a partir de esa fecha, además de los sistemas de pago por BitCash y TelecomCredit, que habían estado disponibles para los usuarios japoneses.
Más ediciones fueron lanzadas como la versión 1.2.0 el 3 de octubre de 2010, versión 1.2.4 el 21 de abril de 2016, versión 1.2.5 el 25 de abril de 2016 y la versión preliminar 2.0.0 el 28 de octubre de 2018.

## Características
SAI es una aplicación ligera para dibujar, pintar e ilustrar que se inicia en segundos 
y con un funcionamiento fácil y estable, totalmente compatible con digitalizadores y posee sistema anti-alias. La interfaz de usuario es de apariencia minimalista e intuitiva además de tener colores claros con la intención de generar una sensación de frescura para ayudar al usuario a sentirse cómodo con la aplicación y evitar el cansancio visual.  
Permite que muchos documentos estén abiertos al mismo tiempo sea en múltiples ventanas o en pestañas organizadas. El lienzo de dibujo puede ser acercado, alejado o rotado usando deslizadores en el navegador, la rueda de desplazamiento del mouse, teclas configuradas en el teclado o botones de la barra de comando. La barra de comando en la parte superior de la pantalla incluye también un botón para voltear la vista del dibujo sin voltear realmente el archivo. Se provee un panel de mezcla de colores que se guarda entre sesiones. Los colores también pueden ser guardados en el panel de muestras.
Varias herramientas para dibujar con píxeles son implementadas, tales como el aerógrafo, acuarelas, tiralíneas y marcador, que pueden ser fácilmente personalizados y guardados en espacios de la interfaz de usuario. También hay un set de herramientas de dibujo en vectores que sirven para entintar, que, como las herramientas de píxeles, pueden ser configuradas para ser sensibles a la presión. De cualquier forma, los vectores no son afectados por las selecciones, y por lo mismo no necesitan ser ajustados por otras herramientas de vectores.
El trabajo puede ser hecho en capas por separado, que pueden ser agrupadas y tener máscaras de opacidad. Además de esto, las capas pueden ser enmascaradas al enlazarlas con otra capa inferior. Esto permite agregar sombras y brillos al área sin crear nuevas máscaras adicionales para las capas.
También existe la característica suavizar el movimiento del lápiz y su presión que puede ser configurada manualmente para ver su incidencia en el dibujo.
Las herramientas de selección incluyen el cuadrado de selección simple, el lazo, y la vara mágica, que pueden ser configurados para tener anti-alias. Además existe una herramienta de selección por pincelada, que puede ser personalizada como un pincel de dibujo.
Algunas características comunes que existen en otros programas similares, como capas de texto, gradientes y herramientas de formas, no son implementadas en su primera versión, ya que SAI se enfoca en dibujar y pintar, mientras que la composición final usualmente se hace usando otra aplicación (en su segunda versión ya se integran estas características)
SAI muestra la transparencia como color blanco, lo que puede resultar en una visualización muy diferente cuando se exporta a otros programas, como Adobe Photoshop. Tampoco existe funcionalidad de impresión, pero los documentos pueden ser exportados a un amplio rango de formatos populares como .PSD, .BMP o .JPG, además del archivo nativo .SAI.
Ya que el programa no se enfoca en edición de imagen, los únicos ajustes presentes son los de Brillo/Contraste y Tono/Saturación, y por lo mismo la edición de niveles, extracción de canales, etc, no son soportados. Los usuarios pueden usar otro programa para una edición más compleja, pero cuando la imagen abra en SAI, sus propiedades pueden cambiar.
También se puede utilizar una tableta gráfica para pintar, que puede ser más útil y cómoda.